# James Bradley
James Bradley (Sherboren, 3 de março de 1693 — Chalford, 13 de julho de 1762) foi um astrônomo inglês, Astrônomo Real Britânico a partir de 1742. É mais conhecido por ter descoberto o fenômeno chamado aberração da luz.

## Vida e obra
Bradley nasceu em Sherborne, Gloucestershire, perto de Cheltenham, em março de 1693. Entrou no Balliol College, Oxford, em 25 de março de 1711, e obteve títulos de B.A. e M.A. em 1714 e 1717, respectivamente. Suas primeiras observações foram feitas em Wanstead, em Essex, sob a tutela de seu tio, o reverendo James Pound (também astrônomo) e foi eleito para a Royal Society em 6 de novembro de 1718.
Preparou-se para ser vigário de Bridstow no ano seguinte, e uma pequena sinecura no País de Gales foi-lhe oferecida por seu amigo Samuel Molyneux. Renunciou à vida eclesiástica em 1721, quando foi indicado à cadeira de Astronomia na Universidade de Oxford após, como leitor em Filosofia experimental (1729 - 1760), ter proposto 79 cursos de leituras no Museu Ashmolean. 
Sua memorável descoberta da aberração da luz foi anunciada à Royal Society em janeiro de 1729 (Phil. Trans. xxxv. 637). As observações nas quais era baseada sua descoberta fora feitas em Molyneux’s house , em Kew Green. Ele não anunciou a detecção suplementar de nutação até 14 de fevereiro de 1748 (Phil. Trans. xlv. I), quando ele testou sua existência através de observações detalhadas durante uma revolução completa (18,6 anos) dos nódulos lunares. Em 1742, Bradley foi indicado para a sucessão de Edmund Halley como Astrônomo Real Britânico; sua reputação ajudou-o a fazer um pedido por um conjunto de instrumentos a um custo de mil libras esterlinas; e com um quadrante de oito pés realizado para ele em 1750 por John Bird, ele acumulou em Greenwich, em dez anos, materias de valor inestimável para a reforma da Astronomia. Uma pensão real de 250 libras esterlinas por ano foi-lhe concedida em 1752. 
Aposentou-se com saúde debilitada, nove anos mais tarde, na cidade de Chalford, em Gloucestershire, onde morreu em Skiveralls House em 13 de julho de 1762. A publicação de suas observações foi retardada por disputas sobre sua propriedade, mas foram finalmente publicadas por Clarendon Press, Oxford, em dois volumes folio (1798, 1805). O interesse e o trabalho de Friedrich Wilhelm Bessel foram, no entanto, necessários ao desenvolvimento de sua importância fundamental.